# Home Nations Championship 1890
L'Home Nations Championship 1890 (in gallese Pencampwriaeth Rygbi'r Pedair Gwlad 1890) fu l'8ª edizione del torneo annuale di rugby tra le squadre nazionali di Galles, Inghilterra, Irlanda e Scozia.
Dopo due tornei cui l'Inghilterra non prese parte per disaccordi circa la nascita dell'International Rugby Football Board e la rappresentatività al suo interno, a febbraio 1890 le quattro Home Union si incontrarono a Cardiff e l'Inghilterra negoziò il suo ingresso nell'organizzazione internazionale della disciplina, a seguito della quale le altre tre federazioni ripresero gli incontri internazionali in campo e stilarono il calendario del Championship.
Il torneo fu condiviso tra Scozia e Inghilterra, con Calcutta Cup a quest'ultima; fu la seconda condivisione nell'ancor breve storia del torneo, terzo titolo per gli scozzesi e quarto per gli inglesi.
Il valore delle marcature, come stabilito dalla RFU nel 1875, era 1 punto per ogni drop o per ogni calcio piazzato tra i pali a seguito di una meta, che di per sé non dava punti; solo in caso di parità di punti realizzati la discriminante sarebbe stata quella del numero di mete marcate. Nel tabellino degli incontri, laddove sia presente, il numero tra parentesi rappresenta, in caso di parità, il numero di mete segnate da ciascuna squadra.

## Nazionali partecipanti e sedi
| Squadra     | Città           | Impianto interno          |
| ----------- | --------------- | ------------------------- |
| Galles      | Cardiff         | Arms Park                 |
| Inghilterra | Dewsbury Londra | Crown Flatt Rectory Field |
| Irlanda     | Dublino         | Lansdowne Road            |
| Scozia      | Edimburgo       | Raeburn Place             |

## Risultati
| Arbitro: | E. McAllister |

|          |    |                        |
| A. Gould | mt | Anderson Duke Maclagan |
|          | tr | McEwan                 |

| Arbitro: | R.D. Rainie |

|  |    |         |
|  | mt | Staddan |

| Arbitro: | H.L. Ashmore |

|         |    |  |
| J. Orr  | mt |  |
| Boswell | tr |  |

| Arbitro: | F.W. Burnand |

|        |    |           |
| Dunlop | mt | C. Thomas |
| Roche  | tr | Bancroft  |

| Arbitro: | Joseph Chambers |

|  |    |                |
|  | mt | Dyson Evershed |
|  | tr | Jowett         |

| Arbitro: | D. Wauchope |

|                          |    |  |
| Morrison Rogers Stoddart | mt |  |

## Classifica
| Pos | Squadra     | G | V | N | P | PF | PS | DP | Pt |
| --- | ----------- | - | - | - | - | -- | -- | -- | -- |
| 1   | Scozia      | 3 | 2 | 0 | 1 | 2  | 1  | +1 | 4  |
| 2   | Inghilterra | 2 | 2 | 0 | 0 | 1  | 0  | +1 | 4  |
| 3   | Galles      | 4 | 1 | 1 | 2 | 1  | 2  | −1 | 3  |
| 4   | Irlanda     | 3 | 0 | 1 | 2 | 1  | 2  | −1 | 1  |